# 600 v. Chr.
Portal Geschichte | Portal Biografien | Aktuelle Ereignisse | Jahreskalender | Tagesartikel

◄ |
7. Jahrhundert v. Chr. |
6. Jahrhundert v. Chr. |
5. Jahrhundert v. Chr. |
►

◄ | 620er v. Chr. | 610er v. Chr. | 600er v. Chr. | 590er v. Chr. |
580er v. Chr. |
►

◄◄ | ◄ | 603 v. Chr. | 602 v. Chr. | 601 v. Chr. | 600 v. Chr. |
599 v. Chr. |
598 v. Chr. |
597 v. Chr. |
► |
►►

## Ereignisse

### Politik und Weltgeschehen

#### Griechenland
- um 600 v. Chr.: Kleisthenes aus dem Geschlecht der Alkmaioniden wird – vorläufig gemeinsam mit Isodamos – Tyrann der peloponnesischen Polis Sikyon.
- Theagenes stürzt die Oligarchie in Megara und errichtet stattdessen eine Tyrannis.
- um 600–590 v. Chr. (595 – 585 v. Chr.?): Erster Heiliger Krieg zwischen Athen und Sikyon auf der einen und Krissa auf der anderen Seite.

#### Restliches Europa
- 620/600 v. Chr.: Gründung Marseilles durch griechische Kolonisten.
- um 600 v. Chr.: am Oberlauf der Donau wird von Kelten die Heuneburg angelegt.

#### Asien
- um 600 v. Chr.: König Alyattes II. von Lydien besiegt die Kimmerer vernichtend und beendet damit deren seit rund 100 Jahren andauernden Einfälle in sein Reich.
- um 600 v. Chr.: In Indien geht die Vedische Zeit zu Ende.

#### Afrika
- um 600 v. Chr.: Der nubische König Anlamani herrscht über das Reich von Kusch.

### Wissenschaft und Technik

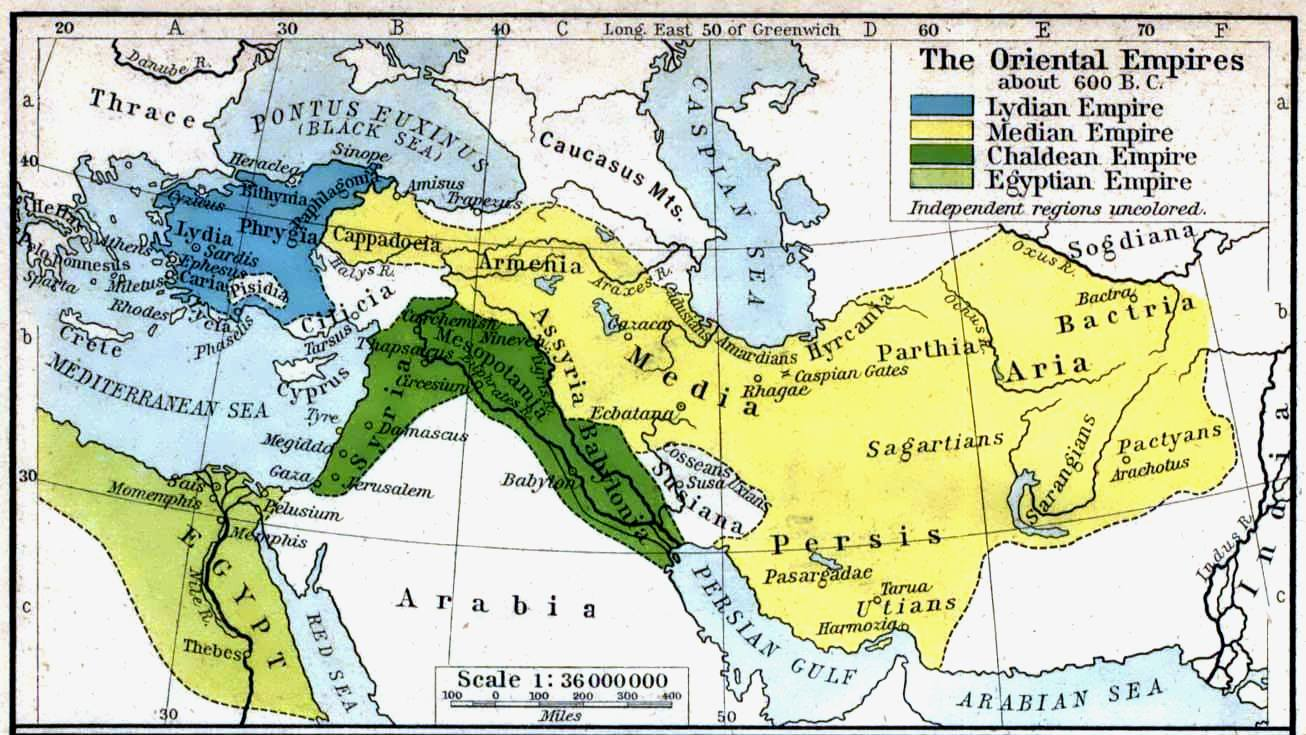
Das Babylonische und das Mederreich um 600 v. Chr.

- Im babylonischen Kalender fällt das babylonische Neujahr des 1. Nisannu auf den 11.–12. März[1]; der Vollmond im Nisannu auf den 25.–26. März[1] und der 1. Tašritu auf den 4.–5. Oktober[1].
- Im fünften Regierungsjahr des babylonischen Königs Nebukadnezar II. wird der Schaltmonat Ululu II für den Beginn am 4. September[1] ausgerufen.[2]

### Kultur

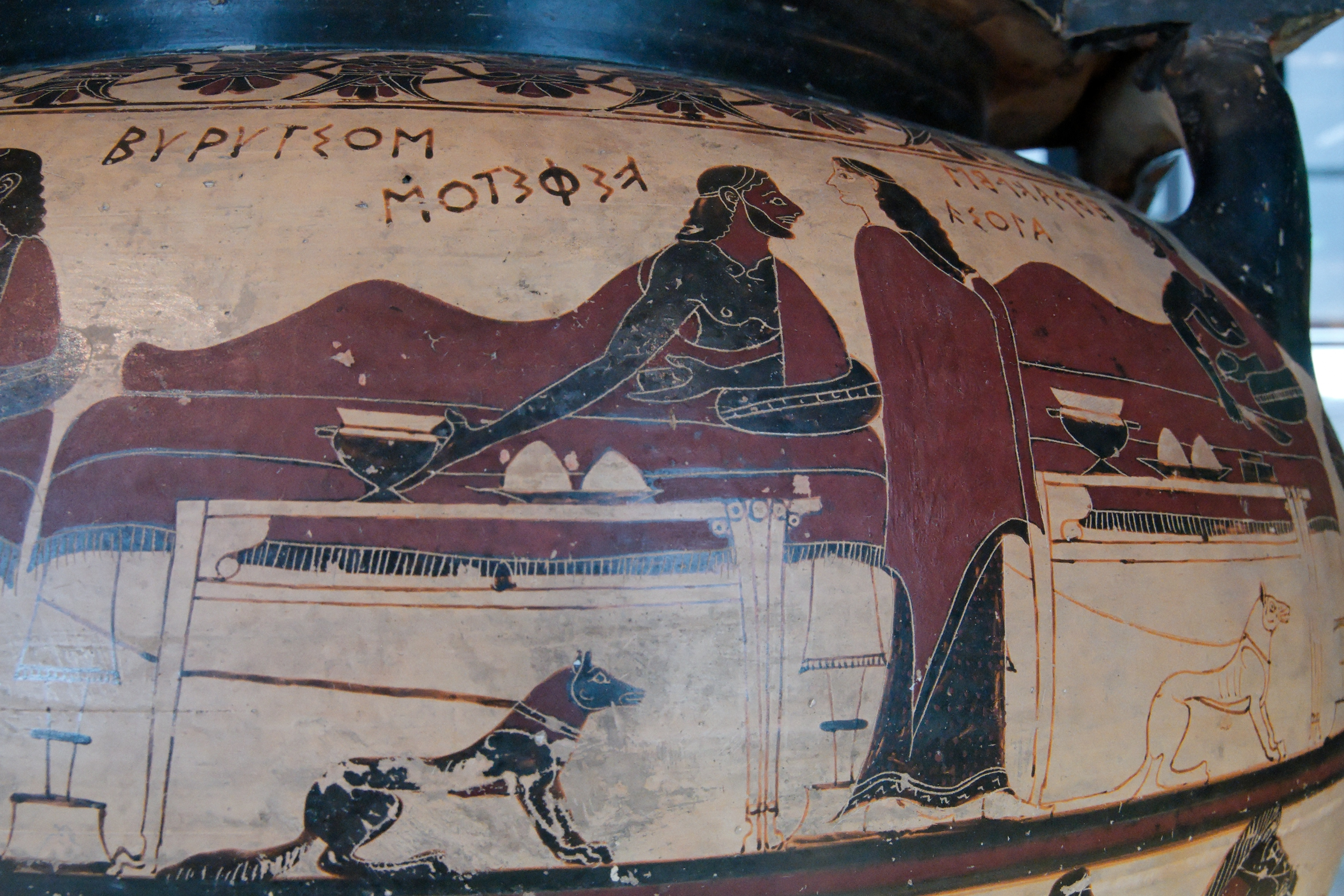
Eurytios-Krater, Vorderseite: Iole, Eurytios and Herakles beim Symposion

- um 600 v. Chr.: In Korinth wird der Eurytios-Krater gefertigt, ein Kolonettenkrater im noch recht neuartigen schwarzfigurigen Stil der griechischen Vasenmalerei.
- um 600 v. Chr.: Der Kerameikos-Maler ist einer der ersten attischen Vasenmaler im schwarzfigurigen Stil.
- um 600 v. Chr.: In Athen werden Pferdekopf-Amphoren im schwarzfigurigen Stil hergestellt.
- um 600 v. Chr.: Der griechische Sklave Aesop erzählt zahlreiche Fabeln.

## Historische Karten und Ansichten

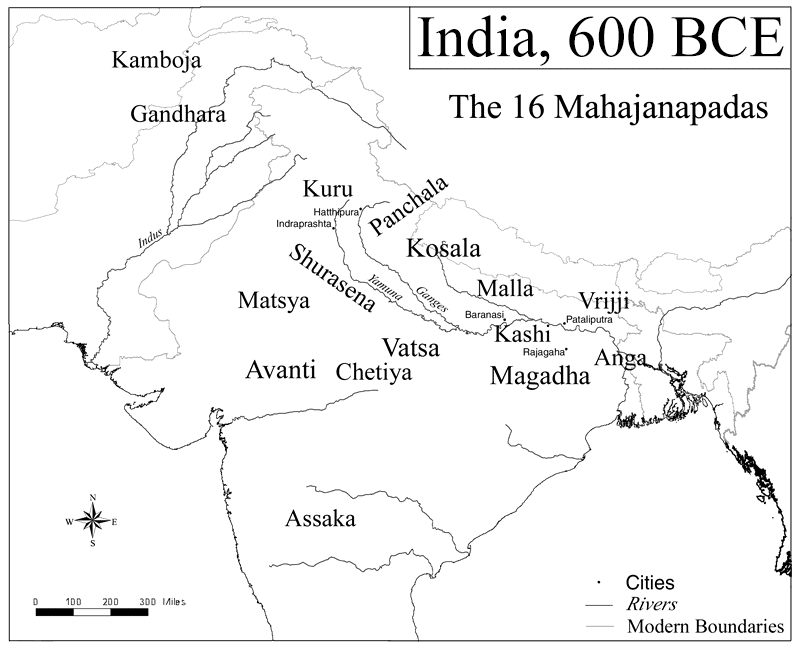
Nordindien mit den 16 Mahajanapadas um 600 v. Chr.

## Geboren
- um 600 v. Chr.: Peisistratos, Tyrann von Athen